# How?
「How?」は、深田恭子の4thシングル。ポニーキャニオンから2000年7月19日に発売。

## 概要
シングル表題曲は深田の初主演映画となった『死者の学園祭』主題歌。映画公開と前後して本曲がリリースされた。
サントラ盤『「死者の学園祭」オリジナルサウンドトラック』に「How? (Full length version)」として収録された>が。

## 収録曲
| 全作詞: 岩里祐穂。 |                 |          |          |            |
| #                  | タイトル        | 作詞     | 作曲     | 編曲       |
| 1.                 | 「How?」        | 岩里祐穂 | 織田哲郎 | 葉山たけし |
| 2.                 | 「左手」        | 岩里祐穂 | 宮崎歩   | 河野伸     |
| 3.                 | 「How? (inst)」 | 岩里祐穂 | 織田哲郎 | 葉山たけし |